# Беларусь на летних Олимпийских играх 2012
Беларусь на летних Олимпийских играх 2012 года была представлена 173 спортсменами в 25 видах спорта.
Белорусы завоевали 12 медалей, из которых только 2 были золотыми. По общему количеству наград эти Игры стали худшими для Беларуси за всю историю с 1996 года. Завоевавшая третье золото Беларуси толкательница ядра Надежда Остапчук на следующий день после окончания Олимпиады была дисквалифицирована за положительный допинг-тест и лишена награды.
В теннисе и стрельбе белорусы выиграли свои первые золотые награды на Олимпиадах (в теннисе это были вообще первые медали).

## Награды
| Медали по дням | Медали по дням | Медали по дням | Медали по дням | Медали по дням | Медали по дням |
| День           | Дата           | 1              | 2              | 3              | Всего          |
| -------------- | -------------- | -------------- | -------------- | -------------- | -------------- |
| День 0         | 27             | —              | —              | —              | —              |
| День 1         | 28             | 0              | 0              | 0              | 0              |
| День 2         | 29             | 0              | 0              | 0              | 0              |
| День 3         | 30             | 0              | 0              | 0              | 0              |
| День 4         | 31             | 0              | 0              | 0              | 0              |
| День 5         | 1              | 0              | 0              | 1              | 1              |
| День 6         | 2              | 0              | 1              | 0              | 1              |
| День 7         | 3              | 1              | 0              | 1              | 2              |
| День 8         | 4              | 0              | 1              | 1              | 2              |
| День 9         | 5              | 1              | 0              | 0              | 1              |
| День 10        | 6              | 0              | 0              | 0              | 0              |
| День 11        | 7              | 0              | 0              | 0              | 0              |
| День 12        | 8              | 0              | 0              | 1              | 1              |
| День 13        | 9              | 0              | 1              | 0              | 1              |
| День 14        | 10             | 0              | 0              | 0              | 0              |
| День 15        | 11             | 0              | 1              | 1              | 2              |
| День 16        | 12             | 0              | 1              | 0              | 1              |
| Всего          | Всего          | 2              | 5              | 5              | 12             |

### Медали по видам спорта
| Виды спорта                 | Золото | Серебро | Бронза | Всего |
| --------------------------- | ------ | ------- | ------ | ----- |
| Гребля на байдарках и каноэ | 0      | 2       | 1      | 3     |
| Плавание                    | 0      | 2       | 0      | 2     |
| Пулевая стрельба            | 1      | 0       | 0      | 1     |
| Теннис                      | 1      | 0       | 1      | 2     |
| Тяжёлая атлетика            | 0      | 0       | 2      | 2     |
| Художественная гимнастика   | 0      | 1       | 1      | 2     |
| Всего                       | 2      | 5       | 5      | 12    |

### Медалисты
| Медаль  | Спортсмен                                                                                              | Вид спорта                  | Дисциплина                             | Дата       |
| ------- | --- | --------------------------- | -------------------------------------- | ---------- |
| Золото  | Сергей Мартынов                                                                                        | Пулевая стрельба            | Малокалиберная винтовка, стрельба лёжа | 3 августа  |
| Золото  | Виктория Азаренко Максим Мирный                                                                        | Теннис                      | Смешанный разряд                       | 5 августа  |
| Серебро | Александра Герасименя                                                                                  | Плавание                    | Вольный стиль, 100 м (женщины)         | 2 августа  |
| Серебро | Александра Герасименя                                                                                  | Плавание                    | Вольный стиль, 50 м (женщины)          | 4 августа  |
| Серебро | Александр Богданович Андрей Богданович                                                                 | Гребля на байдарках и каноэ | Каноэ-двойка, 1000 м                   | 9 августа  |
| Серебро | Роман Петрушенко Вадим Махнев                                                                          | Гребля на байдарках и каноэ | Байдарка-двойка, 200 м                 | 11 августа |
| Серебро | Марина Гончарова Анастасия Иванькова Наталия Лещик Александра Наркевич Ксения Санкович Алина Тумилович | Художественная гимнастика   | Групповые упражнения                   | 12 августа |
| Бронза  | Марина Шкерманкова                                                                                     | Тяжёлая атлетика            | до 69 кг (женщины)                     | 1 августа  |
| Бронза  | Ирина Кулеша                                                                                           | Тяжёлая атлетика            | до 75 кг (женщины)                     | 3 августа  |
| Бронза  | Виктория Азаренко                                                                                      | Теннис                      | одиночный разряд (женщины)             | 4 августа  |
| Бронза  | Марина Полторан Ирина Помелова Надежда Попок Ольга Худенко                                             | Гребля на байдарках и каноэ | Байдарка-четвёрка, 500 м               | 8 августа  |
| Бронза  | Любовь Черкашина                                                                                       | Художественная гимнастика   | Личное первенство                      | 11 августа |

## Результаты соревнований

### Академическая гребля
Спортсменов — 5
| Спортсмены                                                         | Соревнование       | Предварительный заезд | Предварительный заезд | Четвертьфинал | Четвертьфинал | Полуфинал | Полуфинал | Финал | Финал   | Финал | Итоговое место |
| Спортсмены                                                         | Соревнование       | Время                 | Место                 | Время         | Место         | Время     | Место     | Заезд | Время   | Место | Итоговое место |
| ------------------------------------------------------------------ | ------------------ | --------------------- | --------------------- | ------------- | ------------- | --------- | --------- | ----- | ------- | ----- | -------------- |
| Екатерина Карстен                                                  | Одиночка           | 7.30,31               | 1                     | 7.42,00       | 2             | 7.44,94   | 3         | A     | 8.02,86 | 5     | 5              |
| Александр Козубовский Вадим Лялин Денис Мигаль Станислав Щербаченя | Четвёрка распашная | 5.53,26               | 3                     |               |               | 6.05,26   | 5         | B     | 6.09,31 | 1     | 7              |

### Бадминтон
Спортсменов — 1
| Спортсмены    | Соревнование     | Групповой этап                               | Групповой этап                                          | 1/8 финала            | 1/4 финала            | 1/2 финала            | Финал                 |                       |
| Спортсмены    | Соревнование     | 1-й матч                                     | 2-й матч                                                | 1/8 финала            | 1/4 финала            | 1/2 финала            | Финал                 |                       |
| Спортсмены    | Соревнование     | Соперник Счёт                                | Соперник Счёт                                           | Соперник Счёт         | Соперник Счёт         | Соперник Счёт         | Соперник Счёт         |                       |
| ------------- | ---------------- | -------------------------------------------- | ------------------------------------------------------- | --------------------- | --------------------- | --------------------- | --------------------- | --------------------- |
| Алеся Зайцева | Одиночный разряд | Петя Недельчева (BUL) Пор. 0:2 (7:21, 19:21) | Адрианти Фирдасари (INA) Пор. 1:2 (10:21, 21:16, 14:21) | Завершила выступление | Завершила выступление | Завершила выступление | Завершила выступление | Завершила выступление |

### Бокс
Спортсменов — 3
| Спортсмены        | Категория | Первый раунд                    | Второй раунд                 | Четвертьфинал                 | Полуфинал            | Финал                |
| Спортсмены        | Категория | Соперник Результат              | Соперник Результат           | Соперник Результат            | Соперник Результат   | Соперник Результат   |
| ----------------- | --------- | ------------------------------- | ---------------------------- | ----------------------------- | -------------------- | -------------------- |
| Вазген Сафарянц   | до 60 кг  |                                 | Хан Сун Чхоль (KOR) П 13-13  | Завершил выступление          | Завершил выступление | Завершил выступление |
| Михаил Долголевец | до 81 кг  | Александр Гвоздик (UKR) П 10-18 | Завершил выступление         | Завершил выступление          | Завершил выступление | Завершил выступление |
| Сергей Корнеев    | до 91 кг  |                                 | Хулио Кастильо (ECU) В 21-12 | Теймур Мамедов (AZE) П 19-19+ | Завершил выступление | Завершил выступление |

### Борьба
Спортсменов — 11

#### Вольная борьба
| Спортсмены      | Категория | 1/16 финала                       | 1/8 финала                    | Четвертьфинал                    | Полуфинал                     | Финал                | Место |
| Спортсмены      | Категория | Соперник Результат                | Соперник Результат            | Соперник Результат               | Соперник Результат            | Соперник Результат   | Место |
| --------------- | --------- | --------------------------------- | ----------------------------- | -------------------------------- | ----------------------------- | -------------------- | ----- |
| Сослан Гатциев  | до 84 кг  |                                   | Мохамед Луафи (ALG) Поб. 3-1  | Армандс Звирбулис (LAT) Поб. 3-1 | Джейми Эспинал (PUR) Пор. 1-3 | За 3-е место         | =5    |
| Сослан Гатциев  | до 84 кг  | Давид Марсагишвили (GEO) Пор. 1-3 | Мохамед Луафи (ALG) Поб. 3-1  | Армандс Звирбулис (LAT) Поб. 3-1 | Джейми Эспинал (PUR) Пор. 1-3 |                      | =5    |
| Али Шабанов     | до 66 кг  |                                   | Джаред Фрайер (USA) Поб. 3-0  | Джабраил Гасанов (AZE) Пор. 1-3  | Завершил выступление          | Завершил выступление | 10    |
| Руслан Шейхов   | до 96 кг  |                                   | Хетаг Гозюмов (AZE) Пор. 1-3  | Завершил выступление             | Завершил выступление          | Завершил выступление | 17    |
| Алексей Шемаров | до 120 кг |                                   | Даниэль Лигети (HUN) Поб. 3-1 | Тервел Длагнев (USA) Пор. 1-3    | Завершил выступление          | Завершил выступление | =8    |

#### Греко-римская борьба
Впервые белорусские борцы-классики не выиграли ни одной медали.
| Спортсмены         | Категория | 1/16 финала                    | 1/8 финала                         | Четвертьфинал                    | Полуфинал                    | Финал                         | Место |
| Спортсмены         | Категория | Соперник Результат             | Соперник Результат                 | Соперник Результат               | Соперник Результат           | Соперник Результат            | Место |
| ------------------ | --------- | ------------------------------ | ---------------------------------- | -------------------------------- | ---------------------------- | ----------------------------- | ----- |
| Тимофей Дейниченко | до 96 кг  | Мохамед Мохамед (EGY) Поб. 3-1 | Ардо Арусаар (EST) Поб. 3-1        | Элис Гури (BUL) Поб. 3-0         | Рустам Тотров (RUS) Пор. 0-3 | За 3-е место                  | =5    |
| Тимофей Дейниченко | до 96 кг  | Мохамед Мохамед (EGY) Поб. 3-1 | Ардо Арусаар (EST) Поб. 3-1        | Элис Гури (BUL) Поб. 3-0         | Рустам Тотров (RUS) Пор. 0-3 | Джимми Лидберг (SWE) Пор. 1-3 | =5    |
| Александр Кикинёв  | до 74 кг  |                                | Асхат Дильмухамедов (KAZ) Поб. 3-0 | Арсен Джулфалакян (ARM) Пор. 0-3 | За 3-е место                 | За 3-е место                  | =5    |
| Александр Кикинёв  | до 74 кг  | Данияр Кобонов (KGZ) Поб. 3-0  | Асхат Дильмухамедов (KAZ) Поб. 3-0 | Арсен Джулфалакян (ARM) Пор. 0-3 | Эмин Ахмедов (AZE) Пор. 1-3  |                               | =5    |
| Алим Селимов       | до 84 кг  |                                | Алан Хугаев (RUS) Пор. 0-3         | За 3-е место                     | За 3-е место                 | За 3-е место                  | 12    |
| Алим Селимов       | до 84 кг  |                                | Алан Хугаев (RUS) Пор. 0-3         | Даниял Гаджиев (KAZ) Пор. 1-3    | Не прошёл                    |                               | 12    |
| Элбек Тожиев       | до 55 кг  |                                | Кохэи Хасэгава (JPN) Пор. 0-3      | Завершил выступление             | Завершил выступление         | Завершил выступление          | =16   |
| Иосиф Чугошвили    | до 120 кг |                                | Хейки Наби (EST) Пор. 1-3          | За 3-е место                     | За 3-е место                 | За 3-е место                  | =5    |
| Иосиф Чугошвили    | до 120 кг |                                | Хейки Наби (EST) Пор. 1-3          | Лукаш Банак (POL) Поб. 3-0       | Юхан Еврин (SWE) Пор. 1-3    |                               | =5    |

#### Женская борьба
| Спортсмены          | Категория | 1/16 финала                   | 1/8 финала                    | Четвертьфинал                  | Полуфинал                   | Финал                      | Место |
| Спортсмены          | Категория | Соперник Результат            | Соперник Результат            | Соперник Результат             | Соперник Результат          | Соперник Результат         | Место |
| ------------------- | --------- | ----------------------------- | ----------------------------- | ------------------------------ | --------------------------- | -------------------------- | ----- |
| Ванесса Колодинская | до 48 кг  |                               | Жылдыз Ешимова (KAZ) Поб. 5-0 | Кэрол Хвин (CAN) Пор. 0-3      | Завершила выступление       | Завершила выступление      | 8     |
| Василиса Марзалюк   | до 72 кг  | Станка Златева (BUL) Пор. 0-3 | За 3-е место                  | За 3-е место                   | За 3-е место                | За 3-е место               | =5    |
| Василиса Марзалюк   | до 72 кг  | Станка Златева (BUL) Пор. 0-3 |                               | Дженни Франссон (SWE) Поб. 3-1 | Аннабель Али (CMR) Поб. 3-0 | Майдер Унда (ESP) Пор. 0-3 | =5    |

### Велоспорт
Спортсменов — 9

#### Шоссейный велоспорт
| Спортсмены         | Соревнование     | Время          | Место          |
| ------------------ | ---------------- | -------------- | -------------- |
| Евгений Гутарович  | Групповая гонка  | 5:46.37        | 53             |
| Василий Кириенко   | Групповая гонка  | Не финишировал | Не финишировал |
| Василий Кириенко   | Раздельная гонка | 54.30,29       | 12             |
| Елена Омелюсик     | Групповая гонка  | 3:35.56        | 15             |
| Бранислав Самойлов | Групповая гонка  | 5:46.37        | 78             |

#### Трековый велоспорт
Командная гонка преследования
| Спортсмены                                                 | Соревнование                  | Квалификация | Квалификация | Первый раунд                 | Первый раунд | Финал                  | Место |
| Спортсмены                                                 | Соревнование                  | Время        | Место        | Соперник Результат           | Место        | Соперник Результат     | Место |
| ---------------------------------------------------------- | ----------------------------- | ------------ | ------------ | ---------------------------- | ------------ | ---------------------- | ----- |
| Елена Дылько Мария Логвинова Оксана Попко Татьяна Шаракова | Командная гонка преследования | 3.22,850     | 8            | Новая Зеландия · 3.21,942 NR | 8            | За 7-е место           | 7     |
| Елена Дылько Мария Логвинова Оксана Попко Татьяна Шаракова | Командная гонка преследования | 3.22,850     | 8            | Новая Зеландия · 3.21,942 NR | 8            | Германия · 3.20,245 NR | 7     |

Кейрин
| Спортсмены     | Соревнование | Первый раунд | Первый раунд | Утешительный раунд | Утешительный раунд | Полуфинал             | Полуфинал             | Финал                 | Место |
| Спортсмены     | Соревнование | Заезд        | Место        | Заезд              | Место              | Заезд                 | Место                 | Место                 | Место |
| -------------- | ------------ | ------------ | ------------ | ------------------ | ------------------ | --------------------- | --------------------- | --------------------- | ----- |
| Ольга Панарина | Кейрин       | 3            | 6            | 1                  | 5                  | Завершила выступление | Завершила выступление | Завершила выступление | 15    |

Спринт
| Спортсмены     | Соревнование | Квалификация | Квалификация | 1/16 финала               | 1/8 финала                        | 1/8 финала                               | 1/8 финала | 1/4 финала                       | Полуфинал          | Финал              | Место |
| Спортсмены     | Соревнование | Квалификация | Квалификация | 1/16 финала               | Соперник Результат                | Перезаезд                                | Перезаезд  | 1/4 финала                       | Полуфинал          | Финал              | Место |
| Спортсмены     | Соревнование | Время        | Место        | Соперник Результат        | Соперник Результат                | Соперники                                | Место      | Соперник Результат               | Соперник Результат | Соперник Результат | Место |
| -------------- | ------------ | ------------ | ------------ | ------------------------- | --------------------------------- | ---------------------------------------- | ---------- | -------------------------------- | ------------------ | ------------------ | ----- |
| Ольга Панарина | Спринт       | 11,080       | 5            | Ли Хе Чжин (KOR) Поб. 1-0 | Симона Крупецкайте (LTU) Пор. 0-1 | Моник Салливан (CAN) Наташа Хансен (NZL) | 1          | Виктория Пендлтон (GBR) Пор. 0-2 | Не прошла          | За 5-8 места       | 8     |
| Ольга Панарина | Спринт       | 11,080       | 5            | Ли Хе Чжин (KOR) Поб. 1-0 | Симона Крупецкайте (LTU) Пор. 0-1 | Моник Салливан (CAN) Наташа Хансен (NZL) | 1          | Виктория Пендлтон (GBR) Пор. 0-2 | Не прошла          | 4                  | 8     |

Омниум
| Спортсмены       | Соревнование | Гит 250 м с хода | Гит 250 м с хода | Гонка по очкам | Гонка по очкам | Гонка на выбывание | Индивидуальная гонка преследования | Индивидуальная гонка преследования | Скрэтч | Гит 500 м | Гит 500 м | Очки | Место |
| Спортсмены       | Соревнование | Время            | Место            | Очки           | Место          | Место              | Время                              | Место                              | Место  | Время     | Место     | Очки | Место |
| ---------------- | ------------ | ---------------- | ---------------- | -------------- | -------------- | ------------------ | ---------------------------------- | ---------------------------------- | ------ | --------- | --------- | ---- | ----- |
| Татьяна Шаракова | Омниум       | 14,701           | 12               | 28             | 2              | 15                 | 3.38,301                           | 5                                  | 12     | 36,748    | 13        | 59   | 9     |

### Водные виды спорта

#### Плавание
Спортсменов — 8
| Спортсмены                                                         | Соревнование                         | Предварительные заплывы | Предварительные заплывы | Полуфинал             | Полуфинал             | Финал                 | Финал                 |
| Спортсмены                                                         | Соревнование                         | Результат               | Место                   | Результат             | Место                 | Результат             | Место                 |
| ------------------------------------------------------------------ | ------------------------------------ | ----------------------- | ----------------------- | --------------------- | --------------------- | --------------------- | --------------------- |
| Александра Герасименя                                              | 100 м баттерфляй                     | 58,50                   | 13                      | 58,41                 | 13                    | Завершила выступление | Завершила выступление |
| Александра Герасименя                                              | 100 м вольный стиль                  | 53,63                   | 4                       | 53,78                 | 7                     | 53,38 NR              |                       |
| Александра Герасименя                                              | 50 м вольный стиль                   | 24,76                   | 5                       | 24,45 NR              | 2                     | 24,28 NR              |                       |
| Владимир Жигарев                                                   | 1500 м вольный стиль                 | 15.48,67                | 30                      |                       |                       | Завершил выступление  | Завершил выступление  |
| Павел Санкович                                                     | 100 м баттерфляй                     | 53,47                   | 34                      | Завершил выступление  | Завершил выступление  | Завершил выступление  | Завершил выступление  |
| Павел Санкович                                                     | 100 м на спине                       | 54,53 NR                | 18                      | Завершил выступление  | Завершил выступление  | Завершил выступление  | Завершил выступление  |
| Юрий Суворов                                                       | 400 м комплекс                       | 4.23,06                 | =26                     |                       |                       | Завершил выступление  | Завершил выступление  |
| Светлана Хохлова                                                   | 50 м вольный стиль                   | 25,36                   | 20                      | Завершила выступление | Завершила выступление | Завершила выступление | Завершила выступление |
| Евгений Цуркин                                                     | 100 м вольный стиль                  | 50,53                   | 34                      | Завершил выступление  | Завершил выступление  | Завершил выступление  | Завершил выступление  |
| Александра Герасименя Оксана Демидова Юлия Хитрая Светлана Хохлова | Эстафета 4×100 метров вольным стилем | 3.40,67 NR              | 13                      |                       |                       | Завершили выступление | Завершили выступление |

#### Прыжки в воду
Спортсменов — 2
| Спортсмены        | Соревнование    | Квалификация | Квалификация | Полуфинал            | Полуфинал            | Финал                | Финал                |
| Спортсмены        | Соревнование    | Результат    | Место        | Результат            | Место                | Результат            | Место                |
| ----------------- | --------------- | ------------ | ------------ | -------------------- | -------------------- | -------------------- | -------------------- |
| Тимофей Гордейчик | Вышка 10 метров | 350,05       | 31           | Завершил выступление | Завершил выступление | Завершил выступление | Завершил выступление |
| Вадим Каптур      | Вышка 10 метров | 420,60       | 21           | Завершил выступление | Завершил выступление | Завершил выступление | Завершил выступление |

### Гимнастика

#### Спортивная гимнастика
Спортсменов — 2
| Спортсмены             | Снаряд         | Квалификация | Квалификация | Финал     | Финал     |
| Спортсмены             | Снаряд         | Очки         | Место        | Очки      | Место     |
| ---------------------- | -------------- | ------------ | ------------ | --------- | --------- |
| Дмитрий Касперович     | Опорный прыжок | 15,666       | 9            | Не прошёл | Не прошёл |
| Анастасия Марачковская | Бревно         | 13,558       | 35           | Не прошла | Не прошла |
| Анастасия Марачковская | Опорный прыжок | 13,800       | 10           | Не прошла | Не прошла |

#### Художественная гимнастика
Спортсменов — 8
Индивидуальное первенство
| Спортсмены       | Квалификация | Квалификация | Квалификация | Квалификация | Квалификация | Квалификация | Финал                 | Финал                 | Финал                 | Финал                 | Финал                 | Финал                 |
| Спортсмены       | Предмет      | Предмет      | Предмет      | Предмет      | Сумма        | Место        | Предмет               | Предмет               | Предмет               | Предмет               | Сумма                 | Место                 |
| Спортсмены       | Обруч        | Мяч          | Булавы       | Лента        | Сумма        | Место        | Обруч                 | Мяч                   | Булавы                | Лента                 | Сумма                 | Место                 |
| ---------------- | ------------ | ------------ | ------------ | ------------ | ------------ | ------------ | --------------------- | --------------------- | --------------------- | --------------------- | --------------------- | --------------------- |
| Мелитина Станюта | 27,500       | 26,700       | 27,600       | 26,875       | 108,675      | 12           | Завершила выступление | Завершила выступление | Завершила выступление | Завершила выступление | Завершила выступление | Завершила выступление |
| Любовь Черкашина | 28,050       | 28,400       | 27,450       | 26,550       | 110,450      | 5            | 28,100                | 28,000                | 27,525                | 28,075                | 111,700               |                       |

Групповые упражнения
| Спортсмены                                                                                             | Квалификация | Квалификация     | Квалификация | Квалификация | Финал   | Финал            | Финал  | Финал |
| Спортсмены                                                                                             | Предмет      | Предмет          | Сумма        | Место        | Предмет | Предмет          | Сумма  | Место |
| Спортсмены                                                                                             | 5 мячей      | 3 ленты 2 обруча | Сумма        | Место        | 5 мячей | 3 ленты 2 обруча | Сумма  | Место |
| --- | ------------ | ---------------- | ------------ | ------------ | ------- | ---------------- | ------ | ----- |
| Марина Гончарова Анастасия Иванькова Наталия Лещик Александра Наркевич Ксения Санкович Алина Тумилович | 27,900       | 26,850           | 54,750       | 3            | 27,825  | 27,675           | 55,500 |       |

#### Прыжки на батуте
Мужчины
| Соревнование      | Спортсмены      | Квалификация | Квалификация | Финал                | Финал                |
| Соревнование      | Спортсмены      | Очки         | Место        | Очки                 | Место                |
| ----------------- | --------------- | ------------ | ------------ | -------------------- | -------------------- |
| личное первенство | Вячеслав Модель | 103,880      | 12           | завершил выступление | завершил выступление |

Женщины
| Соревнование      | Спортсмены      | Квалификация | Квалификация | Финал  | Финал |
| Соревнование      | Спортсмены      | Очки         | Место        | Очки   | Место |
| ----------------- | --------------- | ------------ | ------------ | ------ | ----- |
| личное первенство | Татьяна Петреня | 104,755      | 3 Q          | 55,670 | 5     |

### Гребля на байдарках и каноэ
Спортсменов — 12
| Спортсмены                                                 | Соревнование              | Предварительные заезды | Предварительные заезды | Полуфинал | Полуфинал | Финал     | Финал     | Финал     | Место |
| Спортсмены                                                 | Соревнование              | Время                  | Место                  | Время     | Место     | Заезд     | Время     | Место     | Место |
| ---------------------------------------------------------- | ------------------------- | ---------------------- | ---------------------- | --------- | --------- | --------- | --------- | --------- | ----- |
| Денис Гаража                                               | Каноэ-одиночка, 200 м     | 41,290                 | 2                      | 41,427    | 2         | A         | 43,545    | 5         | 5     |
| Александр Жуковский                                        | Каноэ-одиночка, 1000 м    | 4.06,190               | 3                      | 3.54,002  | 4         | A         | 3.51,166  | 7         | 7     |
| Маргарита Тишкевич                                         | Байдарка-одиночка, 200 м  | 43,841                 | 5                      | 43,033    | 8         | Не прошла | Не прошла | Не прошла | 22    |
| Маргарита Тишкевич                                         | Байдарка-одиночка, 500 м  | 2.01,216               | 6                      | DSQ       | -         | Не прошла | Не прошла | Не прошла | -     |
| Олег Юреня                                                 | Байдарка-одиночка, 1000 м | 3.36,012               | 3                      | 3.29,825  | 2         | A         | 3.32,396  | 6         | 6     |
| Александр Богданович Андрей Богданович                     | Каноэ-двойка, 1000 м      | 3.42,599               | 3                      | 3.36,540  | 2         | A         | 3.35,206  | 2         |       |
| Вадим Махнев Роман Петрушенко                              | Байдарка-двойка, 200 м    | 33,129                 | 1                      | 32,641    | 1         | A         | 34,266    | 2         |       |
| Марина Полторан Ольга Худенко                              | Байдарка-двойка, 500 м    | 1.44,568               | 4                      | 1.43,152  | 5         | B         | 1.44,407  | 1         | 9     |
| Марина Полторан Ирина Помелова Надежда Попок Ольга Худенко | Байдарка-четвёрка, 500 м  | 1.33,676               | 3                      | 1.30,883  | 2         | A         | 1.31,400  | 3         |       |

### Дзюдо
Спортсменов — 2
| Спортсмены      | Категория    | 1/16 финала                         | 1/8 финала                         | Четвертьфинал                  | Полуфинал                        | Финал                              | Место |
| Спортсмены      | Категория    | Соперник Результат                  | Соперник Результат                 | Соперник Результат             | Соперник Результат               | Соперник Результат                 | Место |
| --------------- | ------------ | ----------------------------------- | ---------------------------------- | ------------------------------ | -------------------------------- | ---------------------------------- | ----- |
| Евгений Бедулин | до 100 кг    | Кристиан Шмидт (ARG) Поб. 100—000   | Тагир Хайбулаев (RUS) Пор. 000—011 | Завершил выступление           | Завершил выступление             | Завершил выступление               |       |
| Игорь Макаров   | свыше 100 кг | Ислам Эль-Шехаби (EGY) Поб. 002—000 | Даики Камикава (JPN) Поб. 001—000  | Ким Сун Мин (KOR) Пор. 000—001 | За 3-е место                     | За 3-е место                       | =5    |
| Игорь Макаров   | свыше 100 кг | Ислам Эль-Шехаби (EGY) Поб. 002—000 | Даики Камикава (JPN) Поб. 001—000  | Ким Сун Мин (KOR) Пор. 000—001 | Оскар Брейсон (CUB) Поб. 100—000 | Андреас Тёльцер (GER) Пор. 000—100 | =5    |

### Конный спорт
Спортсменов — 2

#### Троеборье
| Спортсмены        | Соревнование      | Выездка   | Выездка | Кросс           | Кросс           | Конкур                | Конкур                | Всего                 | Всего                 | Финальный конкур      | Финальный конкур      |
| Спортсмены        | Соревнование      | Результат | Место   | Результат       | Место           | Результат             | Место                 | Результат             | Место                 | Результат             | Место                 |
| ----------------- | ----------------- | --------- | ------- | --------------- | --------------- | --------------------- | --------------------- | --------------------- | --------------------- | --------------------- | --------------------- |
| Елена Телепушкина | Личное первенство | 69,10     | 70      | Не финишировала | Не финишировала | Завершила выступление | Завершила выступление | Завершила выступление | Завершила выступление | Завершила выступление | Завершила выступление |
| Александр Фоминов | Личное первенство | 63,70     | 68      | 52,80           |                 | 34,00                 |                       | 150,50                | 53                    | Завершил выступление  | Завершил выступление  |

### Лёгкая атлетика
Спортсменов — 49
Беговые дисциплины
| Анис Ананенко                                                                                            | 800 м            | 1.49,61  | 43  | Завершил выступление  | Завершил выступление  | Завершил выступление  | Завершил выступление  |                      |                      |
| Марина Арзамасова                                                                                        | 800 м            | 2.08,45  | 28  | Завершила выступление | Завершила выступление | Завершила выступление | Завершила выступление |                      |                      |
| Юлия Балыкина                                                                                            | 100 м            | 11,70    | 47  | Завершила выступление | Завершила выступление | Завершила выступление | Завершила выступление |                      |                      |
| Наталья Корейво                                                                                          | 1500 м           | 4.06,87  | 10  | 4.02,37 PB            | 6                     | 4.11,58               | 6                     |                      |                      |
| Светлана Куделич                                                                                         | 3 000 м с/п      | 9.54,77  | 34  |                       |                       | Завершила выступление | Завершила выступление |                      |                      |
| Максим Лынша                                                                                             | 110 м с/б        | 13,47    | =13 | 13,45 PB              | 15                    | Завершил выступление  | Завершил выступление  | Завершил выступление | Завершил выступление |
| Екатерина Поплавская                                                                                     | 100 м с/б        | DSQ      | -   | Завершила выступление | Завершила выступление | Завершила выступление | Завершила выступление |                      |                      |
| Алина Талай                                                                                              | 100 м с/б        | 12,71 PB | 5   | 12,84                 | 13                    | Не прошла             | Не прошла             |                      |                      |
| Светлана Усович                                                                                          | 400 м            | 52,40    | 26  | Завершила выступление | Завершила выступление | Завершила выступление | Завершила выступление |                      |                      |
| Юлия Балыкина Алина Талай Екатерина Гончар Елена Невмержицкая Анна Лепешко Ольга Осташко Екатерина Шумак | Эстафета 4×100 м | 43,90    | 14  |                       |                       | Не прошли             | Не прошли             |                      |                      |
| Светлана Усович Илона Усович Елена Киевич Анна Ташпулатова Ирина Хлюстова Юлиана Ющенко                  | Эстафета 4×400 м | 3.26,52  | 9   |                       |                       | Не прошли             | Не прошли             |                      |                      |

Шоссейные дисциплины
| Спортсмены             | Дисциплина      | Время      | Место |
| ---------------------- | --------------- | ---------- | ----- |
| Анна Драбеня           | Ходьба на 20 км | 1:31.58 PB | 25    |
| Ольга Дубовская        | Марафон         | 2:39.12    | 78    |
| Светлана Ковган        | Марафон         | 2:30.26    | 34    |
| Степан Роговцов        | Марафон         | 2:23.23    | 64    |
| Денис Симанович        | Ходьба на 20 км | 1:20.42 PB | 12    |
| Анастасия Старовойтова | Марафон         | 2:30.25    | 33    |
| Иван Троцкий           | Ходьба на 20 км | 1:21.23    | 16    |
| Иван Троцкий           | Ходьба на 50 км | 3:46.09 PB | 14    |
| Анастасия Яцевич       | Ходьба на 20 км | 1:35.41    | 48    |

Технические дисциплины
| Спортсмены                   | Дисциплина      | Квалификация | Квалификация | Финал                 | Финал                 |
| Спортсмены                   | Дисциплина      | Результат    | Место        | Результат             | Место                 |
| ---------------------------- | --------------- | ------------ | ------------ | --------------------- | --------------------- |
| Ксения Децук                 | Тройной прыжок  | NM           | -            | Завершила выступление | Завершила выступление |
| Владимир Козлов              | Метание копья   | 80,06        | 15           | Завершил выступление  | Завершил выступление  |
| Павел Кривицкий              | Метание молота  | 71,49        | 28           | Завершил выступление  | Завершил выступление  |
| Павел Лыжин                  | Толкание ядра   | 20,57        | 6            | 20,69                 | 8                     |
| Елена Матошко                | Метание молота  | 67,03        | 30           | Завершила выступление | Завершила выступление |
| Оксана Менькова              | Метание молота  | 73,10        | 8            | 74,40                 | 7                     |
| Анастасия Мирончик-Иванова   | Прыжки в длину  | 6,66         | 6            | 6,72                  | 7                     |
| Андрей Михневич              | Толкание ядра   | 19,89        | 17           | Завершил выступление  | Завершил выступление  |
| Наталья Михневич             | Толкание ядра   | 18,60        | 9            | 18,42                 | 11                    |
| Марина Новик                 | Метание копья   | 54,31        | 33           | Завершила выступление | Завершила выступление |
| Надежда Остапчук             | Толкание ядра   | DSQ          | DSQ          | DSQ                   | DSQ                   |
| Дмитрий Плотницкий           | Тройной прыжок  | 16,62        | 12           | 16,19                 | 12                    |
| Янина Провалинская-Карольчик | Толкание ядра   | 17,87        | 17           | Завершила выступление | Завершила выступление |
| Валерий Святохо              | Метание молота  | 74,69        | 12           | 73,13                 | 11                    |
| Светлана Серова              | Метание диска   | 56,70        | 33           | Завершила выступление | Завершила выступление |
| Ольга Сударева               | Прыжки в длину  | 6,38         | 14           | Завершила выступление | Завершила выступление |
| Станислав Тивончик           | Прыжки с шестом | 5,20         | 23           | Завершил выступление  | Завершил выступление  |
| Андрей Чурило                | Прыжки в высоту | NM           | -            | Завершил выступление  | Завершил выступление  |
| Анастасия Шведова            | Прыжки с шестом | 4,40         | 17           | Завершила выступление | Завершила выступление |
| Вероника Шуткова             | Прыжки в длину  | 6,40         | 12           | 6,54                  | 10                    |

Многоборья
Семиборье
| Спортсмены    |           | 100 м с/б | Высота | Ядро  | 200 м | Длина | Копьё | 800 м   | Результат | Место |
| ------------- | --------- | --------- | ------ | ----- | ----- | ----- | ----- | ------- | --------- | ----- |
| Яна Максимова | Результат | 13,97 PB  | 1,89   | 14,09 | 25,43 | 5,99  | 42,33 | 2.13,37 | 6198 PB   | 17    |
| Яна Максимова | Очки      | 983       | 1093   | 800   | 848   | 846   | 712   | 916     | 6198 PB   | 17    |

Десятиборье
| Спортсмены   |           | 100 м | Длина | Ядро  | Высота | 400 м | 110 м с/б | Диск  | Шест | Копьё | 1500 м  | Результат | Место |
| ------------ | --------- | ----- | ----- | ----- | ------ | ----- | --------- | ----- | ---- | ----- | ------- | --------- | ----- |
| Эдуард Михан | Результат | 10,74 | 6,94  | 14,75 | 1,93   | 48,42 | 14,15 PB  | 44,42 | 4,40 | 55,69 | 4.38,06 | 7928      | 17    |
| Эдуард Михан | Очки      | 919   | 799   | 774   | 740    | 889   | 955       | 755   | 731  | 673   | 693     | 7928      | 17    |

### Настольный теннис
Спортсменов — 3
Соревнования по настольному теннису проходили по системе плей-офф. Каждый матч продолжался до тех пор, пока один из теннисистов не выигрывал 4 партии. Сильнейшие 16 спортсменов начинали соревнования с третьего раунда, следующие 16 по рейтингу стартовали со второго раунда.
Мужчины
| Соревнование     | Спортсмены            | Предварительный раунд | Первый раунд       | Второй раунд       | Третий раунд                 | 1/8 финала                 | Четвертьфинал        | Полуфинал            | Финал                | Место |
| Соревнование     | Спортсмены            | Соперник Результат    | Соперник Результат | Соперник Результат | Соперник Результат           | Соперник Результат         | Соперник Результат   | Соперник Результат   | Соперник Результат   | Место |
| ---------------- | --------------------- | --------------------- | ------------------ | ------------------ | ---------------------------- | -------------------------- | -------------------- | -------------------- | -------------------- | ----- |
| Одиночный разряд | Владимир Самсонов (9) | Не участвовал         | Не участвовал      | Не участвовал      | У. Хензелль (AUS) (51) В 4:3 | Чжан Цзикэ (CHN) (1) П 3:4 | Завершил выступление | Завершил выступление | Завершил выступление | 9     |

Женщины
| Спортсмены           | Соревнование     | Предварительный раунд | Первый раунд            | Второй раунд          | Третий раунд                        | Четвёртый раунд         | Четвертьфинал         | Полуфинал             | Финал                 |
| Спортсмены           | Соревнование     | Соперник Результат    | Соперник Результат      | Соперник Результат    | Соперник Результат                  | Соперник Результат      | Соперник Результат    | Соперник Результат    | Соперник Результат    |
| -------------------- | ---------------- | --------------------- | ----------------------- | --------------------- | ----------------------------------- | ----------------------- | --------------------- | --------------------- | --------------------- |
| Виктория Павлович    | Одиночный разряд |                       |                         |                       | Кристин Зильберайзен (GER) Поб. 4:2 | Ван Юэгу (SIN) Пор. 3:4 | Закончила выступление | Закончила выступление | Закончила выступление |
| Александра Привалова | Одиночный разряд |                       | Хан Синь (CGO) Поб. 4:2 | Лю Цзя (AUT) Пор. 2:4 | Закончила выступление               | Закончила выступление   | Закончила выступление | Закончила выступление | Закончила выступление |

### Парусный спорт
Спортсменов — 2
Соревнования по парусному спорту в каждом из классов состояли из 10 гонок, за исключением класса 49er, где проводилось 15 заездов. В каждой гонке спортсмены стартовали одновременно. Победителем каждой из гонок становился экипаж, первым пересекший финишную черту. Количество очков, идущих в общий зачёт, соответствовало занятому командой месту. 10 лучших экипажей по результатам 10 гонок попадали в медальную гонку, результаты которой также шли в общий зачёт. В случае если участник соревнований не смог завершить гонку ему начислялось количество очков, равное количеству участников плюс один. При итоговом подсчёте очков не учитывался худший результат, показанный экипажем в одной из гонок. Сборная, набравшая наименьшее количество очков, становится олимпийским чемпионом.
Мужчины
| Класс | Спортсмены      | Гонка | Гонка | Гонка | Гонка | Гонка | Гонка | Гонка | Гонка | Гонка | Гонка | Гонка         | Очки | Место |
| Класс | Спортсмены      | 1     | 2     | 3     | 4     | 5     | 6     | 7     | 8     | 9     | 10    | M             | Очки | Место |
| ----- | --------------- | ----- | ----- | ----- | ----- | ----- | ----- | ----- | ----- | ----- | ----- | ------------- | ---- | ----- |
| RS:X  | Николай Жуковец | 26    | 22    | 23    | 14    | 26    | 16    | 27    | 21    | DNF   | 33    | Не участвовал | 208  | 27    |

Женщины
| Спортсмены          | Класс        | Гонка | Гонка | Гонка | Гонка | Гонка | Гонка | Гонка | Гонка | Гонка | Гонка | Гонка           | Очки | Место |
| Спортсмены          | Класс        | 1     | 2     | 3     | 4     | 5     | 6     | 7     | 8     | 9     | 10    | Mедальная гонка | Очки | Место |
| ------------------- | ------------ | ----- | ----- | ----- | ----- | ----- | ----- | ----- | ----- | ----- | ----- | --------------- | ---- | ----- |
| Татьяна Дроздовская | Лазер-Радиал | 10    | 7     | 23    | 16    | 16    | 13    | 19    | 16    | =42   | 18    | Не участвовала  | 180  | 15    |

Использованы следующие сокращения:
- M — медальная гонка
- DNF — Did not finish (не финишировал)

### Современное пятиборье
Спортсменов — 4
Современное пятиборье включает в себя: стрельбу, плавание, фехтование, верховую езду и бег. Впервые в истории соревнования по современному пятиборью проводились в новом формате. Бег и стрельба были объединены в один вид — комбайн. В комбайне спортсмены стартовали с гандикапом, набранным за предыдущие три дисциплины (4 очка = 1 секунда). Олимпийским чемпионом становится спортсмен, который пересекает финишную линию первым.
| Спортсмены           | Соревнование              | Фехтование | Фехтование | Фехтование | Плавание | Плавание | Плавание | Верховая езда | Верховая езда | Верховая езда | Комбайн  | Комбайн | Комбайн | Всего | Всего |
| Спортсмены           | Соревнование              | Уколы      | Очки       | Место      | Время    | Очки     | Место    | Штраф         | Очки          | Место         | Время    | Очки    | Место   | Очки  | Место |
| -------------------- | ------------------------- | ---------- | ---------- | ---------- | -------- | -------- | -------- | ------------- | ------------- | ------------- | -------- | ------- | ------- | ----- | ----- |
| Анна Василёнок       | Индивидуальное первенство | 16:19      | 784        | =22        | 2.32,87  | 968      | 34       | 184           | 1016          | 31            | 12.49,61 | 1924    | 29      | 4692  | 32    |
| Станислав Журавлёв   | Индивидуальное первенство | 20:15      | 880        | =6         | 2.06,80  | 1280     | 21       | 80            | 1120          | 19            | 10.58,10 | 2368    | 20      | 5648  | 16    |
| Дмитрий Мелях        | Индивидуальное первенство | 17:18      | 808        | =13        | 2.03,67  | 1316     | 13       | 172           | 1028          | 31            | 11.33,18 | 2228    | 33      | 5380  | 30    |
| Анастасия Прокопенко | Индивидуальное первенство | 15:20      | 760        | =25        | 2.28,50  | 1020     | 32       | 60            | 1140          | 12            | 11.06,00 | 2336    | 1       | 5256  | 6     |

### Стрельба
Спортсменов — 9
По итогам квалификации 6 или 8 лучших спортсменов (в зависимости от дисциплины), набравшие наибольшее количество очков, проходили в финал. Победителем соревнований становился стрелок, набравший наибольшую сумму очков по итогам квалификации и финала. В пулевой стрельбе в финале количество очков за попадание в каждой из попыток измерялось с точностью до десятой.

#### Пулевая стрельба
| Спортсмены         | Соревнование                                        | Квалификация | Квалификация | Финал     | Финал     |
| Спортсмены         | Соревнование                                        | Результат    | Место        | Результат | Место     |
| ------------------ | --------------------------------------------------- | ------------ | ------------ | --------- | --------- |
| Виталий Бубнович   | Пневматическая винтовка                             | 595          | 11           | Не прошёл | Не прошёл |
| Виталий Бубнович   | Малокалиберная винтовка, стрельба из трёх положений | 1164         | 17           | Не прошёл | Не прошёл |
| Юрий Долгополов    | Пневматический пистолет                             | 571          | 30           | Не прошёл | Не прошёл |
| Андрей Казак       | Малокалиберный пистолет                             | 547          | 31           | Не прошёл | Не прошёл |
| Константин Лукашик | Малокалиберный пистолет                             | 547          | 30           | Не прошёл | Не прошёл |
| Константин Лукашик | Пневматический пистолет                             | 582          | 11           | Не прошёл | Не прошёл |
| Сергей Мартынов    | Малокалиберная винтовка, стрельба лёжа              | 600 =WR      | 1            | 705,5 WR  |           |
| Виктория Чайка     | Пневматический пистолет                             | 385          | 6            | 485,2     | 5         |
| Виктория Чайка     | Малокалиберный пистолет                             | 578          | 25           | Не прошла | Не прошла |
| Илья Чергейко      | Пневматическая винтовка                             | 597          | 5            | 698,6     | 7         |
| Юрий Щербацевич    | Малокалиберная винтовка, стрельба лёжа              | 591          | 30           | Не прошёл | Не прошёл |
| Юрий Щербацевич    | Малокалиберная винтовка, стрельба из трёх положений | 1171         | 4            | 1267,3    | 8         |

#### Стендовая стрельба
| Спортсмены       | Соревнование     | Квалификация | Квалификация | Финал     | Финал     |
| Спортсмены       | Соревнование     | Результат    | Место        | Результат | Место     |
| ---------------- | ---------------- | ------------ | ------------ | --------- | --------- |
| Андрей Коваленко | Траншейный стенд | 101          | 34           | Не прошёл | Не прошёл |

### Стрельба из лука
Спортсменов — 1
| Спортсмены          | Соревнование              | Квалификация      | Квалификация | 1/32 финала                     | 1/16 финала             | 1/8 финала            | Четвертьфинал         | Полуфинал             | Финал                 |
| Спортсмены          | Соревнование              | Результат         | Место        | Соперник Результат              | Соперник Результат      | Соперник Результат    | Соперник Результат    | Соперник Результат    | Соперник Результат    |
| ------------------- | ------------------------- | ----------------- | ------------ | ------------------------------- | ----------------------- | --------------------- | --------------------- | --------------------- | --------------------- |
| Екатерина Тимофеева | Индивидуальное первенство | 644 (327 NR+ 317) | 33           | Лидия Сиченикова (UKR) Поб. 6:5 | Ки Бо Бэ (KOR) Пор. 2:6 | Завершила выступление | Завершила выступление | Завершила выступление | Завершила выступление |

### Теннис
Спортсменов — 3
| Спортсмены                    | Соревнование     | 1/32 финала                                       | 1/16 финала                                                  | 1/8 финала                                                 | Четвертьфинал                                       | Полуфинал                                                  | Финал                                                     | Место |
| Спортсмены                    | Соревнование     | Соперник Счёт                                     | Соперник Счёт                                                | Соперник Счёт                                              | Соперник Счёт                                       | Соперник Счёт                                              | Соперник Счёт                                             | Место |
| ----------------------------- | ---------------- | ------------------------------------------------- | ------------------------------------------------------------ | ---------------------------------------------------------- | --------------------------------------------------- | ---------------------------------------------------------- | --------------------------------------------------------- | ----- |
| Виктория Азаренко             | Одиночный разряд | Ирина-Камелия Бегу (ROU) Поб. 2:1 (6:1, 3:6, 6:1) | Мария Хосе Мартинес Санчес (ESP) Поб. 2:0 (6:1, 6:2)         | Надежда Петрова (RUS) Поб. 2:0 (7:6, 6:4)                  | Анжелика Кербер (GER) Поб. 2:0 (6:4, 7:5)           | Серена Уильямс (USA) Пор. 0:2 (1:6, 2:6)                   | За 3-е место                                              |       |
| Виктория Азаренко             | Одиночный разряд | Ирина-Камелия Бегу (ROU) Поб. 2:1 (6:1, 3:6, 6:1) | Мария Хосе Мартинес Санчес (ESP) Поб. 2:0 (6:1, 6:2)         | Надежда Петрова (RUS) Поб. 2:0 (7:6, 6:4)                  | Анжелика Кербер (GER) Поб. 2:0 (6:4, 7:5)           | Серена Уильямс (USA) Пор. 0:2 (1:6, 2:6)                   | Мария Кириленко (RUS) Поб. 2:0 (6:3, 6:4)                 |       |
| Александр Бурый Макс Мирный   | Парный разряд    |                                                   | Махеш Бхупати / Рохан Бопанна (IND) Пор. 1:2 (6:7, 7:6, 6:8) | Завершили выступление                                      | Завершили выступление                               | Завершили выступление                                      | Завершили выступление                                     | 17-32 |
| Виктория Азаренко Макс Мирный | Смешанный разряд |                                                   |                                                              | Анжелика Кербер / Филипп Пецшнер (GER) Поб. 2:0 (6:2, 6:2) | Саня Мирза / Леандер Паес (IND) Поб. 2:0 (7:5, 7:6) | Лиза Реймонд / Майк Брайан (USA) Поб. 2:1 (3:6, 6:4, 10:7) | Лора Робсон / Энди Маррей (GBR) Поб. 2:1 (2:6, 6:3, 10:8) |       |

### Тяжёлая атлетика
Спортсменов — 8
| Спортсмены          | Категория    | Масса  | Рывок | Рывок | Рывок | Толчок               | Толчок               | Толчок               | Всего                | Место                |
| Спортсмены          | Категория    | Масса  | 1     | 2     | 3     | 1                    | 2                    | 3                    | Всего                | Место                |
| ------------------- | ------------ | ------ | ----- | ----- | ----- | -------------------- | -------------------- | -------------------- | -------------------- | -------------------- |
| Евгений Жерносек    | свыше 105 кг | 147,37 | 188   | 193   | 196   | 219                  | 225                  | 230                  | 426                  | 9                    |
| Ирина Кулеша        | до 75 кг     | 74,95  | 116   | 121   | 125   | 140                  | 145                  | 148 NR               | 269 NR               |                      |
| Александр Макаренко | до 94 кг     | 93,65  | 165   | 170   | 175   | 200                  | 205                  | 209                  | 384                  | 10                   |
| Николай Новиков     | до 85 кг     | 84,71  | 163   | 167   | 170   | 192                  | 196                  | 200                  | 363                  | DSQ                  |
| Анастасия Новикова  | до 58 кг     | 57,94  | 103   | 106   | 108   | 127                  | 127                  | 133                  | 230                  | 7                    |
| Андрей Рыбаков      | до 85 кг     | 84,09  | 175   | 175   | 180   | Завершил выступление | Завершил выступление | Завершил выступление | Завершил выступление | Завершил выступление |
| Дина Сазановец      | до 69 кг     | 68,49  | 108   | 113   | 115   | 136                  | 136                  | 141                  | 256                  | 4                    |
| Марина Шкерманкова  | до 69 кг     | 68,21  | 108   | 113   | 117   | 135                  | 140                  | 143                  | 256                  |                      |

### Фехтование
Спортсменов — 4
| Спортсмены                                                            | Соревнование         | 1/32 финала                    | 1/16 финала                   | 1/8 финала                       | Четвертьфинал        | Полуфинал            | Финал                | Место |
| Спортсмены                                                            | Соревнование         | Соперник Результат             | Соперник Результат            | Соперник Результат               | Соперник Результат   | Соперник Результат   | Соперник Результат   | Место |
| --------------------------------------------------------------------- | -------------------- | ------------------------------ | ----------------------------- | -------------------------------- | -------------------- | -------------------- | -------------------- | ----- |
| Александр Буйкевич                                                    | Индивидуальная сабля |                                | Боладе Апити (FRA) Поб. 15:11 | Рареш Думитреску (ROU) Пор. 6:15 | Завершил выступление | Завершил выступление | Завершил выступление | 16    |
| Дмитрий Лапкес                                                        | Индивидуальная сабля |                                | Филипп Бодри (CAN) Поб. 15:10 | Тимоти Мохауз (USA) Пор. 13:15   | Завершил выступление | Завершил выступление | Завершил выступление | 13    |
| Валерий Приемко                                                       | Индивидуальная сабля | Джеймс Хонебон (GBR) Поб. 15:9 | Альдо Монтано (ITA) Пор. 9:15 | Завершил выступление             | Завершил выступление | Завершил выступление | Завершил выступление | 28    |
| Александр Буйкевич Дмитрий Лапкес Валерий Приемко Алексей Лихачевский | Командная сабля      |                                |                               |                                  | Италия · Пор. 44:45  | За 5-8 места         | За 7-е место         | 7     |
| Александр Буйкевич Дмитрий Лапкес Валерий Приемко Алексей Лихачевский | Командная сабля      | Германия · Пор. 40:45          | США · Поб. 45:35              |                                  | Италия · Пор. 44:45  |                      |                      | 7     |

### Футбол
Спортсменов — 18

#### Мужчины
Состав команды
| №              | Имя                         | Клуб                        | Дата рождения   | Возраст | Игр     | Голов   |
| Вратари        | Вратари                     | Вратари                     | Вратари         | Вратари | Вратари | Вратари |
| -------------- | --------------------------- | --------------------------- | --------------- | ------- | ------- | ------- |
| 1              | Александр Гутор             | БАТЭ                        | 18 апреля 1989  | 23      | 3       | -6      |
| 18             | Андрей Щербаков             | БАТЭ                        | 31 января 1991  | 21      | 0       | 0       |
| Защитники      |                             |                             |                 |         |         |         |
| 3              | Игорь Кузьменок             | Гомель                      | 6 июля 1990     | 22      | 3       | 0       |
| 4              | Сергей Политевич            | Динамо (Минск)              | 9 апреля 1990   | 22      | 3       | 0       |
| 6              | Алексей Гаврилович          | Нафтан                      | 5 января 1990   | 22      | 1       | 0       |
| 7              | Максим Витус                | Неман (Гродно)              | 11 февраля 1989 | 23      | 0       | 0       |
| 12             | Алексей Козлов              | Торпедо-БелАЗ               | 11 июля 1989    | 23      | 3       | 0       |
| 17             | Денис Поляков               | БАТЭ                        | 17 апреля 1991  | 21      | 3       | 0       |
| Полузащитники  |                             |                             |                 |         |         |         |
| 2              | Станислав Драгун*           | Динамо (Минск)              | 4 июня 1988     | 24      | 3       | 0       |
| 5              | Дмитрий Бага                | БАТЭ                        | 4 января 1990   | 22      | 3       | 1       |
| 10             | Ренан Брессан*              | БАТЭ                        | 3 ноября 1988   | 23      | 3       | 1       |
| 13             | Илья Алексиевич             | Гомель                      | 10 февраля 1991 | 21      | 3       | 0       |
| 15             | Артём Соловей               | Торпедо-БелАЗ               | 1 ноября 1990   | 21      | 2       | 0       |
| 16             | Михаил Гордейчук            | БАТЭ                        | 23 октября 1989 | 22      | 3       | 0       |
| Нападающие     |                             |                             |                 |         |         |         |
| 8              | Сергей Корниленко*          | Крылья Советов              | 14 июня 1983    | 29      | 3       | 0       |
| 9              | Владимир Хващинский         | Брест                       | 10 мая 1990     | 22      | 0       | 0       |
| 11             | Андрей Воронков             | Неман (Гродно)              | 8 февраля 1989  | 23      | 3       | 1       |
| 14             | Егор Зубович                | Нафтан                      | 1 июня 1989     | 23      | 2       | 0       |
| 19             | Максим Скавыш               | БАТЭ                        | 13 ноября 1989  | 23      | 1       | 0       |
| Главный тренер |                             |                             |                 |         |         |         |
| Флаг Беларуси  | Георгий Петрович Кондратьев | Георгий Петрович Кондратьев | 7 января 1960   | 52      |         |         |

Результаты
Группа C
|   | Команда        | И | В | Н | П | ГЗ | ГП | +/- | Очки |
| - | -------------- | - | - | - | - | -- | -- | --- | ---- |
| 1 | Бразилия       | 3 | 3 | 0 | 0 | 6  | 3  | +3  | 9    |
| 2 | Египет         | 3 | 1 | 1 | 1 | 6  | 5  | +1  | 4    |
| 3 | Беларусь       | 3 | 1 | 0 | 2 | 3  | 6  | -3  | 3    |
| 4 | Новая Зеландия | 3 | 0 | 1 | 2 | 1  | 5  | -4  | 1    |

| 26 июля 2012 19:45 UTC+1 | \| Беларусь \| 1:0 (1:0) Отчет \| Новая Зеландия \| \| Дмитрий Бага 45+1′ \| Голы \| \| | Стадион: Стадион города Ковентри, Ковентри Зрителей: 14 457 Судья: Бакари Гассама |
| Беларусь                 | 1:0 (1:0) Отчет                                                                         | Новая Зеландия                                                                    |
| Дмитрий Бага 45+1′       | Голы                                                                                    |                                                                                   |

| 29 июля 2012 12:00 UTC+1                      | \| Бразилия \| 3:1 (1:1) Отчет \| Беларусь \| \| Алешандре Пато 15′ · Неймар 65′ · Оскар 90+3′ \| Голы \| Ренан Брессан 8′ \| | Стадион: Олд Траффорд, Манчестер Зрителей: 66 212 Судья: Юити Нисимура |
| Бразилия                                      | 3:1 (1:1) Отчет | Беларусь                                                               |
| Алешандре Пато 15′ · Неймар 65′ · Оскар 90+3′ | Голы | Ренан Брессан 8′                                                       |

| 1 августа 2012 14:30 UTC+1            | \| Египет \| 3:1 Отчёт \| Беларусь \| \| Салах 56′ · Мохсен 73′ · Абутрика 79′ \| Голы \| Воронков 87′ \| | Стадион: Хэмпден Парк, Глазго Зрителей: 8732 Судья: Роберто Гарсия |
| Египет                                | 3:1 Отчёт                                                                                                 | Беларусь                                                           |
| Салах 56′ · Мохсен 73′ · Абутрика 79′ | Голы | Воронков 87′                                                       |